# Osmankalfalar, Korkuteli
Osmankalfalar là một xã thuộc huyện Korkuteli, tỉnh Antalya, Thổ Nhĩ Kỳ. Dân số thời điểm năm 2011 là 287 người.